# Hrustovačka-Höhle

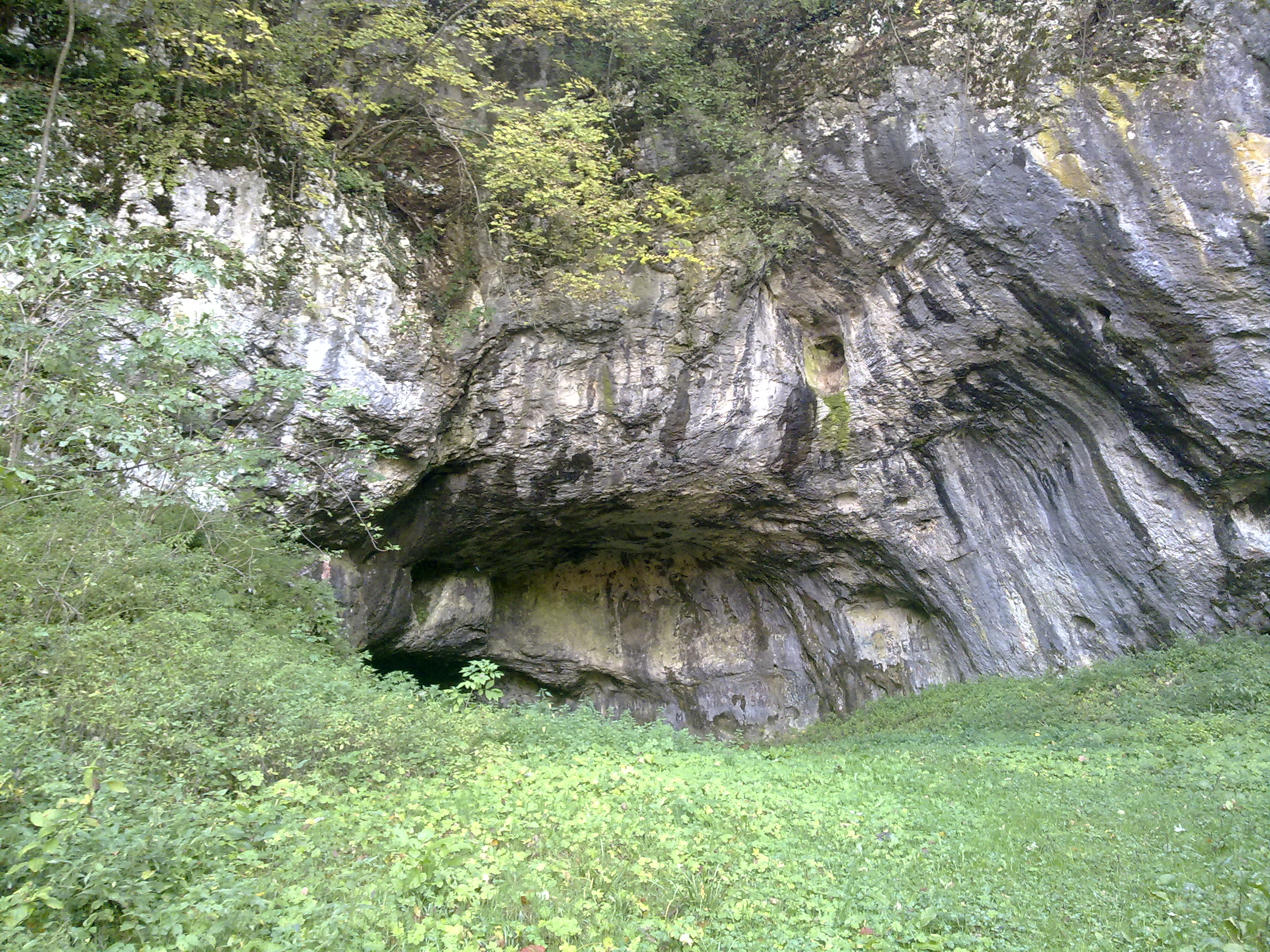
Hrustovačka-Höhle (2010)

Die Hrustovačka-Höhle (bosn. Hrustovačka Pećina) befindet sich in einem kleinen Dorf namens Hrustovo etwa vier Kilometer westlich von Vrhpolje in der Gemeinde Sanski Most im nordwestlichen Teil Bosnien und Herzegowinas. Die Höhle ist von zahlreichen jahrtausendealten Stalagmiten und Stalaktiten gekennzeichnet. Touristisch ist die Tropfsteinhöhle weitestgehend unerschlossen.

## Geographische Angaben
Über das genaue Ausmaß der Karsthöhle gibt es bisher lediglich Spekulationen. Fest steht, dass sich die Höhle in mindestens zwei Hauptarme unterteilt, die sich etwa 500 Meter vor dem bekannten Eingang in die Höhle vereinigen. Während die ersten ca. 800 Meter des rechten Arms der Höhle auch ohne professionelle Höhlenausrüstung problemlos zu besichtigen und gut erforscht sind, ranken sich um den linken Arm der Höhle, welcher von verästelten Gangsystemen geprägt und nur mit professioneller Ausrüstung erkundbar ist, zahlreiche Legenden. Expeditionen konnten bisher zwei Seen in der Höhle entdecken. Der erste See ist nach etwa 2,5 Stunden zu erreichen, wobei die tiefste Stelle des Weges etwa 150 Meter unter der Erdoberfläche liegen soll. Der zweite See ist nach ca. 3–4 Stunden zu erreichen und bedeutete bisher das Ende der meisten Höhlenexpeditionen. Es ist allerdings ein kontinuierlicher Luftstrom in der Höhle messbar und in engeren Höhlengängen auch ohne Messgeräte spürbar. Ein Ende der Höhle sowie weitere Eingänge sind bisher unbekannt, der kontinuierliche Luftstrom ist aber ein Beweis dafür, dass es weitere Eingänge geben muss.

## Geschichte
Die Höhle diente während der zahlreichen Kriege auf dem Balkan den Bewohnern der Dörfer der näheren Umgebung als Zufluchtsort. Während des Zweiten Weltkriegs fanden die jugoslawischen Partisanen in der Hrustovačka-Höhle einen Rückzugsort. Es gibt die Legende, dass sich zur Zeit des Ersten Weltkrieges zwei Bauern vor ihren Feinden in die Höhle flüchteten und sich ihren Weg bis zu einem bis heute unbekannten zweiten Ausgang in der Nähe der Stadt Jajce bahnten, welche etwa 55 Kilometer Luftlinie vom bekannten Höhleneingang entfernt liegt. Einige hundert Meter im linken Arm der Höhle ist noch das Lager erhalten, in dem sich Männer aus Hrustovo während des Bosnienkriegs in den 1990er Jahren vor ihren Verfolgern versteckt hielten. Dass die Hrustovacka-Höhle während zahlreicher Kriege als Rückzugsort und Versteck für Hab und Gut genutzt wurde, erklären auch zahlreiche Funde von Wertgegenständen und Waffen in der Höhle. Keramikfunde weisen zudem darauf hin, dass die Höhle bereits vor Jahrhunderten bewohnt war.

## Trivia
Die Höhle war Teil der Fernsehshow Joko gegen Klaas – Das Duell um die Welt. In der 4. Folge der Show sollte Klaas einen der Seen finden und dort eine Flasche Wasser abfüllen. Es gelang ihm nicht den See zu finden.